# Lithophane oregonensis
Lithophane oregonensis là một loài bướm đêm trong họ Noctuidae.